# Jogos Paralímpicos de Verão de 2008
Os Jogos Paralímpicos de Verão de 2008, aconteceram pela décima terceira vez, em Pequim, na China, entre os dias 6 e 17 de Setembro de 2008.
Como os Jogos Olímpicos de Verão desse mesmo ano, as provas de Hipismo foram realizadas em Hong Kong, e a Vela, em Qingdao.
O mesmo slogan dos Jogos Olímpicos será utilizado: "One World, One Dream" (Um mundo, um sonho), em chinês tradicional 同一個世界同一個夢想 e em simplificado 同一个世界同一个梦想. Aproximadamente 4.200 atletas de 148 países estiveram em Pequim, muitos, com sua primeira participação em Paralímpiadas.
Os jogos incluíram atletas com diversas deficiências físicas e sensoriais, tal como paralisia cerebral, amputações e cegueira. Desde 2000, os deficientes mentais tem sido excluídos dos jogos.

## Tocha Paralímpica
Em junho de 2008, o BOCOG anunciou o cancelamento da rota internacional da tocha dos Jogos Paralímpicos,a tocha iria visitar as sedes futuras dos Jogos Paralímpicos. O comitê afirmou que o percusso estava sendo cancelado para permitir que o governo chinês se concentra-se nos trabalhos de socorro e salvamento das vítimas na província de Sichuan. A rota da tocha foi realizada exclusivamente no interior da China e em duas rotas simbolizando o passado e o presente do país. nas cidades de Pequim, Shenzhen, Wuhan, Shanghai, Qingdao, Dalian, Mausoléu Huangdi, Xi'an, Hohhot, Changsha, Nanjing e Luoyang.

## Cerimônia de Abertura
A cerimônia de abertura dos Jogos Paraolímpicos de Verão de 2008, foi no dia 6 de Setembro, e assim como nos Jogos Olímpicos, houve todo o mesmo protocolo.

## Quadro de Medalhas
| Ordem | País               |    |    |    | Total |
| --- | ------------------ | -- | -- | -- | ----- |
| 1 | CHN China          | 89 | 70 | 52 | 211   |
| 2 | GBR Grã-Bretanha   | 42 | 29 | 31 | 102   |
| 3 | USA Estados Unidos | 36 | 35 | 28 | 99    |
| 4 | UKR Ucrânia        | 24 | 18 | 32 | 74    |
| 5 | AUS Austrália      | 23 | 29 | 27 | 79    |
| 6 | RSA África do Sul  | 21 | 3  | 6  | 30    |
| 7 | CAN Canadá         | 19 | 20 | 21 | 50    |
| 8 | RUS Rússia         | 18 | 23 | 22 | 63    |
| 9 | BRA Brasil         | 16 | 14 | 17 | 47    |
| 10 | ESP Espanha        | 15 | 21 | 22 | 58    |
| |                    |    |    |    |       |
| 42 | POR Portugal       | 1  | 4  | 2  | 7     |
| |                    |    |    |    |       |
| 54 | ANG Angola         |    | 3  |    | 3     |
| Cabo Verde e Timor Leste, os outros países lusófonos que participaram dos Jogos, não ganharam nenhuma medalha. |                    |    |    |    |       |

## Países participantes
Lista de países nos Jogos Paraolímpicos de Verão de 2008.

### Países participantes
Os seguintes países enviaram representantes para os jogos. Macau e Ilhas Faroe são membros do Comitê Paralímpico Internacional, mas não pertencem ao Comitê Olímpico Internacional; por isso eles participaram dos Jogos Paralímpicos mas não estiveram presentes nas Olimpíadas.
| - Afeganistão - Argélia - Angola - Argentina - Arménia - Austrália - Áustria - Azerbaijão - Bahrein - Bangladesh - Barbados - Bielorrússia - Bélgica - Benim - Bermudas - Bósnia e Herzegovina - Botswana - Brasil - Bulgária - Burquina Fasso - Burundi - Camboja - Canadá - Cabo Verde - República Centro-Africana - Chile - China - Colômbia - Costa Rica - Costa do Marfim - Croácia - Cuba - Chipre - Chéquia - Dinamarca - República Dominicana - Equador - Egito - El Salvador - Estónia - Etiópia - Ilhas Faroe - Fiji - Finlândia - França - Gabão - Geórgia - Alemanha - Gana - Reino Unido | - Grécia - Guatemala - Guiné - Haiti - Honduras - Hong Kong - Hungria - Islândia - Índia - Indonésia - Irã - Iraque - Irlanda - Israel - Itália - Jamaica - Japão - Jordânia - Cazaquistão - Quénia - Kuwait - Quirguistão - Laos - Letónia - Líbano - Lesoto - Lituânia - Luxemburgo - Líbia - Macau - Macedónia do Norte - Madagascar - Malásia - Mali - Malta - Maurícia - México - Moldávia - Mongólia - Montenegro - Marrocos - Namíbia - Nepal - Países Baixos - Nova Zelândia - Níger - Nigéria - Noruega - Omã | - Paquistão - Palestina - Panamá - Papua-Nova Guiné - Peru - Filipinas - Polónia - Portugal - Porto Rico - Catar - Roménia - Rússia - Ruanda - Samoa - Arábia Saudita - Senegal - Sérvia - Singapura - Eslováquia - Eslovénia - África do Sul - Coreia do Sul - Espanha - Sri Lanka - Suriname - Suécia - Suíça - Síria - TPE Taipé Chinês - Tajiquistão - Tanzânia - Tailândia - Timor-Leste - Tonga - Tunísia - Turquia - Turquemenistão - Uganda - Ucrânia - Emirados Árabes Unidos - Estados Unidos - Uruguai - Uzbequistão - Vanuatu - Venezuela - Vietname - Zâmbia - Zimbabwe |

## Modalidades
As 20 Modalidades que estiveram no programa desta edição foram as seguintes:
| - Atletismo - Basquetebol em cadeira de rodas - Bocha - Ciclismo - Esgrima em cadeira de rodas - Futebol de 5 - Futebol de 7 | - Goalball - Levantamento de peso - Hipismo - Judô - Natação - Remo1 - Rugby em cadeira de rodas | - Tênis em cadeira de rodas - Tênis de mesa - Tiro - Tiro com arco - Vela - Voleibol sentado |

1 O remo se tornou esporte Paralímpico em 2005 e esta foi a primeira participação do esporte nos Jogos Paralímpicos.

## Calendário
As caixas em azul representam uma competição, ou um evento qualificatório de determinada modalidade. As caixas em amarelo representam um dia de competição valendo medalha. O número dentro das caixas em amarelo representam o número de finais do dia.
| ● | Cerimônia de Abertura | ● | Competições | ● | Finais de competições | ● | Cerimônia de encerramento |

| Setembro                        | 6 Sáb | 7 Dom | 8 Seg | 9 Ter | 10 Qua | 11 Qui | 12 Sex | 13 Sáb | 14 Dom | 15 Seg | 16 Ter | 17 Qua | Finais |
| ------------------------------- | ----- | ----- | ----- | ----- | ------ | ------ | ------ | ------ | ------ | ------ | ------ | ------ | ------ |
| Cerimônias                      | ●     |       |       |       |        |        |        |        |        |        |        | ●      |        |
| Atletismo                       |       |       | 10    | 20    | 17     | 10     | 16     | 20     | 18     | 19     | 25     | 5      | 160    |
| Basquetebol em cadeira de rodas |       |       |       |       |        |        |        |        |        | 1      | 1      |        | 2      |
| Bocha                           |       |       |       | 4     |        |        | 3      |        |        |        |        |        | 7      |
| Ciclismo                        |       | 5     | 5     | 7     | 4      |        | 15     | 4      | 4      |        |        |        | 44     |
| Esgrima em cadeira de rodas     |       |       |       |       |        |        |        |        | 3      | 3      | 2      | 2      | 10     |
| Futebol de 5                    |       |       |       |       |        |        |        |        |        |        |        | 1      | 1      |
| Futebol de 7                    |       |       |       |       |        |        |        |        |        |        | 1      |        | 1      |
| Goalball                        |       |       |       |       |        |        |        |        | 2      |        |        |        | 2      |
| Levantamento de peso            |       |       |       | 3     | 4      | 2      |        | 3      | 4      | 2      | 2      |        | 20     |
| Hipismo                         |       |       | 2     | 4     | 2      | 3      |        |        |        |        |        |        | 11     |
| Judô                            |       | 4     | 4     | 5     |        |        |        |        |        |        |        |        | 13     |
| Natação                         |       | 16    | 18    | 16    | 12     | 13     | 16     | 14     | 18     | 17     |        |        | 140    |
| Remo                            |       |       |       |       |        | 4      |        |        |        |        |        |        | 4      |
| Rugby em cadeira de rodas       |       |       |       |       |        |        |        |        |        |        | 1      |        | 1      |
| Tênis em cadeira de rodas       |       |       |       |       |        |        |        | 1      | 3      | 2      |        |        | 6      |
| Tênis de mesa                   |       |       |       |       | 5      | 11     |        |        |        | 4      | 4      |        | 24     |
| Tiro                            |       | 2     | 2     | 2     | 2      | 2      | 2      |        |        |        |        |        | 12     |
| Tiro com arco                   |       |       |       |       |        |        |        | 4      | 3      | 2      |        |        | 9      |
| Vela                            |       |       |       |       |        |        |        | 3      |        |        |        |        | 3      |
| Voleibol sentado                |       |       |       |       |        |        |        |        | 1      | 1      |        |        | 2      |
| Total                           |       | 27    | 40    | 61    | 46     | 44     | 54     | 49     | 56     | 51     | 36     | 8      | 472    |

## Locais de competição
Dezenove locais de competição, dezessete em Pequim, um em Hong Kong (Hipismo) e um em Qingdao (Vela) foram utilizados.
1. Estádio Nacional de Pequim (Ninho de Pássaro)
2. Centro Aquático Nacional de Pequim (Cubo d'Água)
3. Estádio Nacional Indoor
4. Centro de Convenções do Olympic Green
5. Arena do Tiro com Arco do Olympic Green
6. Estádio de Hóquei do Olympic Green
7. Centro de Tênis Olympic Green
8. Ginásio da Universidade de Pequim
9. Ginásio da Universidade Beihang
10. Ginásio da Universidade de Agricultura da China
11. Ginásio da Universidade de Ciência e Tecnologia de Pequim
12. Ginásio do Instituto de Tecnologia de Pequim
13. Hall de Tiro de Pequim
14. Circuito Laoshan de Mountain Bike
15. Ginásio dos Trabalhadores
16. Parque Olímpico Shunyi
17. Reservatório de Ming Tomb
18. Arenas Eqüestres de Hong Kong (Beas River e Shatin)
19. Centro Internacional de Vela de Qingdao